# Kiselevo
Kiselevo (bulgariska: Киселево) är ett distrikt i Bulgarien.   Det ligger i kommunen Obsjtina Brusartsi och regionen Montana, i den nordvästra delen av landet, 110 km norr om huvudstaden Sofia.
Trakten runt Kiselevo består till största delen av jordbruksmark. Runt Kiselevo är det ganska glesbefolkat, med 30 invånare per kvadratkilometer.